# 1751
1751 (MDCCLI) fue un año común comenzado en viernes según el calendario gregoriano.

## Acontecimientos
- Jacques de Vaucanson inventa el primer torno.
- Se inaugura la primera Escuela Dominical registrada en St Mary's Church, Nottingham.
- En Escocia, Adam Smith es nombrado profesor de lógica de la Universidad de Glasgow.
- Axel Fredric Cronstedt descubre el níquel.
- 21 de mayo: un terremoto de 7,4 sacude la prefectura japonesa de Niigata dejando 2.100 muertos.
- 25 de mayo: en Concepción, Chile, se registra un terremoto de 8,5, que deja un saldo de 65 muertos.
- 25 de junio: en la provincia de San Juan (Argentina) se funda el pueblo de San José de Jáchal.
- 1 de julio: en París (Francia) se publica el primer tomo de la Enciclopedia o diccionario razonado de las Ciencias, las Artes y los Oficios.
- sextante que precede e innova al octante antigua herramienta para medir la latitud
- En México, el explorador y misionero Jacobo Sedelmayer funda la misión jesuítica de Santa Teresa de Atil, hoy el pueblo de Atil en el actual estado de Sonora.
- 21 de noviembre: Un terremoto de 8,0 sacude la ciudad haitiana de Puerto Príncipe.
- Del 1 al 4 de diciembre interrogatorio conforme "Respuestas Generales" de Catastro de Ensenada en Benalmádena.[1]

## Nacimientos

### Enero
- 12 de enero: Fernando I de Borbón, rey de las Dos Sicilias (f. 1825).

### Febrero
- 20 de febrero: Johann Heinrich Voss, poeta y traductor alemán (f. 1826).

### Marzo
- 16 de marzo: James Madison, político estadounidense y 4º presidente desde 1809 hasta 1817 (f. 1836).

### Mayo
- 11 de mayo: Ralph Earl, pintor estadounidense (f. 1801).

### Agosto
- 26 de agosto: Manuel Abad Queipo, religioso asturiano (f. 1825).

### Noviembre
- 13 de noviembre: Luciano Francisco Comella, dramaturgo y periodista catalán (f. 1812).

## Fallecimientos
- 17 de enero: Tomaso Albinoni, compositor y violinista italiano (n. 1671).
- 25 de marzo: Federico I de Suecia, rey sueco entre 1720 y 1751 (n. 1676).
- 30 de noviembre: Philippe Loys de Chéseaux, astrónomo y físico suizo (n. 1718).